# Oestrus (geslacht)
Oestrus is een geslacht uit de familie van de horzels (Oestridae).

## Soorten
- Oestrus caucasicus Grunin, 1948
- Oestrus ovis Linnaeus, 1758 - schapenhorzel